# Hermann Werner (Bildschnitzer)

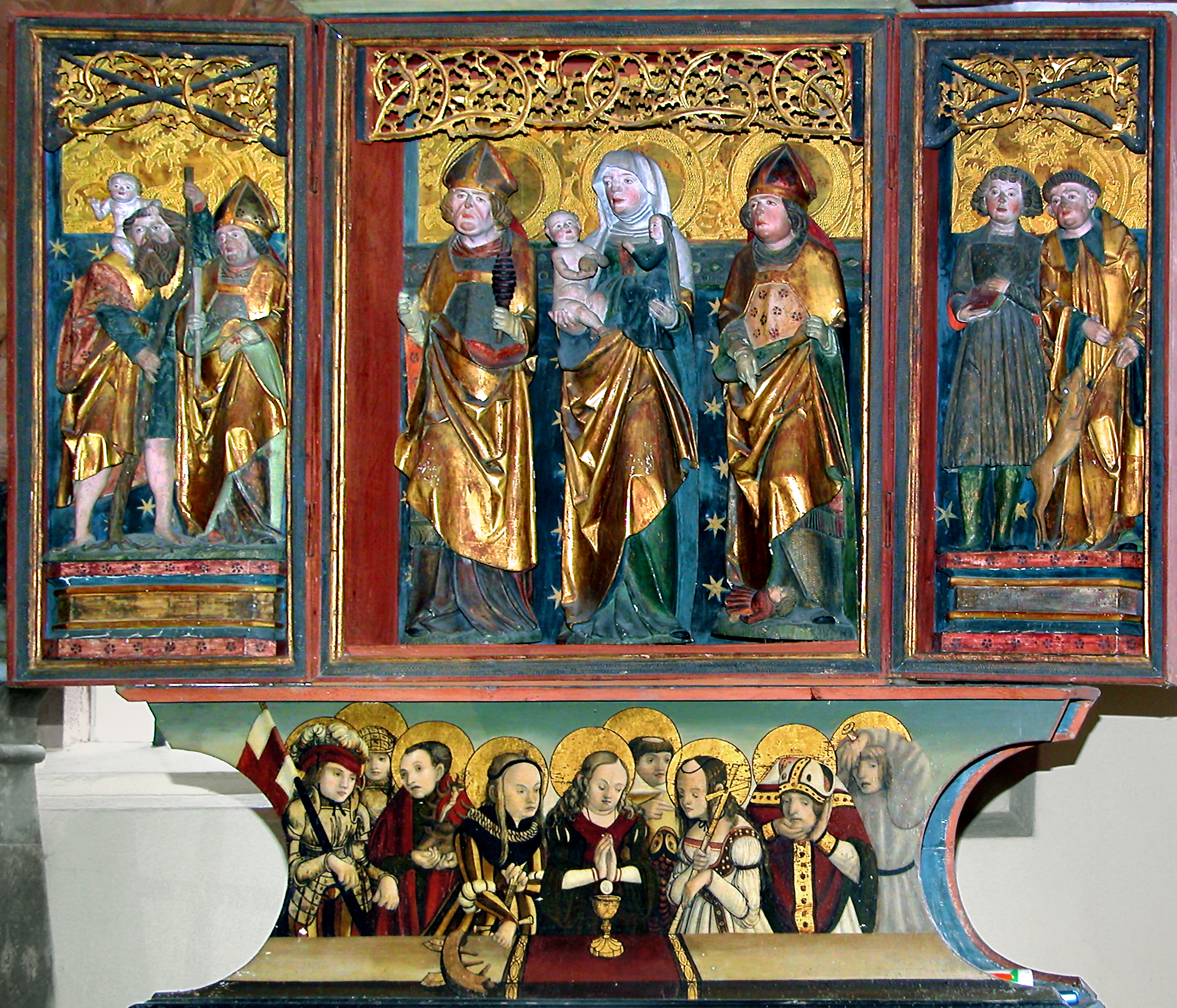
Flügelaltar in der Dorfkirche von Reinsdorf bei Waldheim (um 1520)

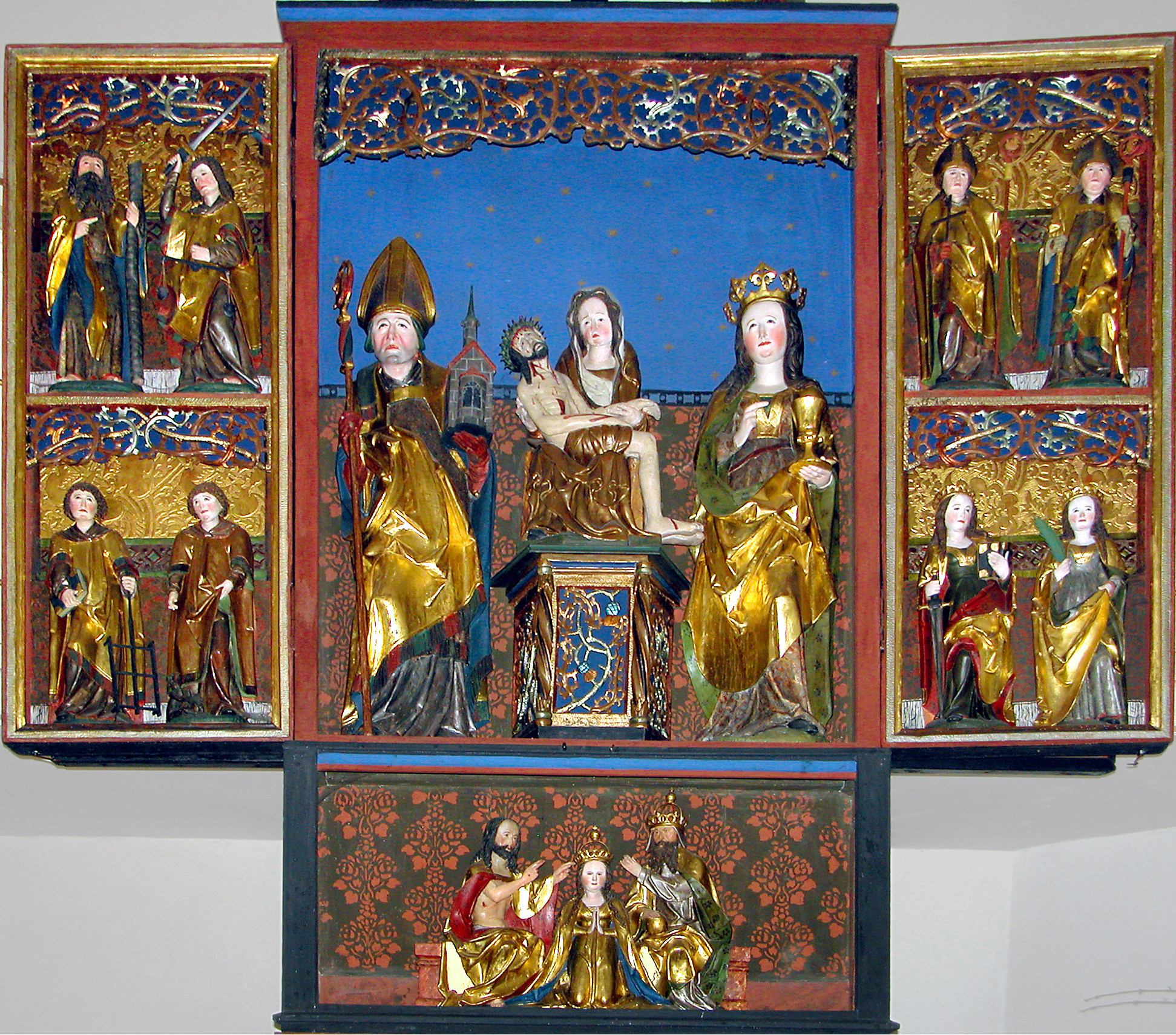
Altar in der Dorfkirche von Langenstriegis (Frankenberg Sa) (um 1520)

Hermann Werner (auch: Hermann Maler, Meister des Reinsdorfer Altars) (* um 1495; † nach 1551) war ein Bildhauer und Bildschnitzer der Spätgotik und der Renaissance und hat in Mittweida und in Freiberg gewirkt. Die genauen biographischen Daten sind bislang unklar.

## Leben
Der Geburtsort von Hermann Werner ist unbekannt; das Geburtsdatum kann mit etwa 1495 nur geschätzt werden. Während seiner anzunehmenden Lehrzeit war Freiberg das regionale Kunstzentrum, in dem damals etwa fünf Schnitzwerkstätten arbeiteten. Der Stil der späteren Werke Werners weist darauf hin, dass er dort ausgebildet wurde. Um 1510 ließ die Auftragskonjunktur in Freiberg aufgrund der Sättigung des Marktes nach, weshalb verschiedene Künstler an andere Orte zogen, vor allem in die neue Bergstadt Annaberg. Sollte Werner seine Lehrzeit in Freiberg verbracht haben, so bot sich für ihn an, eine Werkstatt in einer benachbarten Stadt zu gründen.
Im Jahr 1519 erwarb Hermann Werner als „bildenschnitzer“ das Bürgerrecht in Mittweida. Ab dem Rechnungsjahr 1522/23 besaß er dort das Haus Markt 6. 1526 wird der Bildschnitzer im Gerichtsbuch der Stadt auch „Hermann Maler“ genannt. Dies ist aber kein Hinweis auf eine Tätigkeit als Maler im heutigen Sinn, sondern auf diese Weise wurden damals dort auch Bildschnitzer bezeichnet. 1528 zog Werner in ein anderes Haus an der Nordseite des Marktplatzes von Mittweida, in dem zuvor der Stadtschreiber Ambrosius Heynichen gewohnt hatte. Er lebte dort mit seiner Frau, einer Magd und einer alten Frau bis 1536. Ob die Eheleute Kinder hatten, ist nicht bekannt.
In seinen Anfangsjahren in Mittweida arbeitete Hermann Werner mit einem Maler zusammen, dem die kunsthistorische Forschung den Notnamen Meister des Kriebsteiner Alexiusaltars gegeben hat. In dieser Zusammenarbeit entstanden um 1520 der Altar in Reinsdorf und der Altar in Langenstriegis. Wolfgang Schwabenicky vermutet, dass es sich bei dem Maler um Wolf Maler gehandelt hat, der zwischen 1513 und 1522 als Hausgenosse ohne Bürgerrecht in den Geschoss(=Steuer)registern von Mittweida vorkommt. Ab 1522 versiegten in Folge der Reformation generell fast alle solche Aufträge zu Altären, sodass die Zusammenarbeit vermutlich damals endete.
1537 zog Hermann Werner nach Freiberg und erlangte dort das Bürgerrecht. 1546 war er im Jakobsviertel von Freiberg ansässig und ist in der Stadt bis 1551 nachweisbar.
Es ist unklar, ob Hermann Werner um 1551 nach Thüringen übersiedelte und in der Folgezeit mit dem Hofbaumeister der Ernestiner Nikolaus Gromann zusammenarbeitete. Er hätte dann, als infolge der Reformation in Sachsen um 1522 die Aufträge für Schnitzaltäre versiegten, sich dem Steinmetzhandwerk zugewandt und vor allem als Bildhauer in Stein gearbeitet. Mögliche Werke wären im Rahmen des Umbaus der Universität in Jena und des Altenburger Rathauses zu suchen.

## Werke (Auswahl)
Dem Bildschnitzer Hermann Werner werden folgende Arbeiten zugeschrieben (Schnitzwerke):
- Altar der Dorfkirche in Reinsdorf bei Waldheim (um 1520)
- Altarteile aus der Dorfkirche in Knobelsdorf bei Döbeln, die 1945 in Dresden verbrannt sind (Datierung: um 1515/1520). Ein hl. Bischof, ein hl. Diakon und ein Antonius. Höhe 1,40 m.[5]
- Drei Altarfiguren aus Greifendorf bei Hainichen (heute: Museum Schloss Mildenstein in Leisnig)
- Altar der Dorfkirche in Langenstriegis bei Frankenberg (um 1520)
- Altar aus der Dorfkirche von Pappendorf (heute: Museum Burg Mildenstein, Leisnig), Zuordnung fraglich[6]
- Ein heute verlorener Kruzifix am Rochlitzer Tor von Mittweida (Bezahlung 1536)